# Белодед, Юрий Андреевич
Юрий Андреевич Белодед (7 июля 1937, Киев — 10 декабря 2020, Коломыя, Ивано-Франковская область) — украинский советский деятель, бригадир электросварщиков производственного объединения «Коломыясельмаш». Герой Социалистического Труда (10.06.1986). Депутат Верховного Совета УССР 10-11-го созывов.

## Биография
С 1953 года — электросварщик, с 1960 года — бригадир электросварщиков Коломыйского завода сельскохозяйственных машин (производственного объединения «Коломыясельмаш») Ивано-Франковской области.
Образование среднее специальное: заочно окончил среднюю школу и техникум.
Член КПСС с 1961 года.
За большой личный вклад в увеличение производства и повышение качества выпускаемых автомобилей, тракторов и другой с/х техники был в составе коллектива удостоен Государственной премии СССР за выдающиеся достижения в труде 1985 года.
10 июня 1986 года Указом Президиума Верховного Совета СССР Юрию Белодеду присвоено звание Героя Социалистического Труда с вручением ордена Ленина и Золотой Звезды «Серп и молот»
Умер в 2020 году в городе Коломыя Ивано-Франковской области.

## Награды
- Герой Социалистического Труда (10.06.1986);
- орден Ленина № 433926 (10.06.1986);
- орден Октябрьской Революции (10.03.1981);
- орден Трудового Красного Знамени (05.04.1971);
- три медали Фонда Мира.